# Paramyia inconspicua
Paramyia inconspicua är en tvåvingeart som beskrevs av Meijere 1916. Paramyia inconspicua ingår i släktet Paramyia och familjen sprickflugor. Inga underarter finns listade i Catalogue of Life.